# Marc Stendera
Marc Stendera (Kassel, Hesse, Alemania, 10 de diciembre de 1995) es un futbolista alemán que juega como centrocampista en el SKN St. Pölten de la 2. Liga. Su hermano Nils es también jugador de futbol.

## Carrera

### Equipos
Stendera fue criado en la cantera del Eintracht Fráncfort con la que firmó en el 2010. En el primer equipo rápidamente se convirtió en una pieza relativamente importante para el primer equipo. En la temporada 2015-16 una rotura del ligamento cruzado de la rodilla izquierda, la misma lesión que tres años antes, lo mantuvo 11 meses apartado de los terrenos de juego. Prácticamente 15 días después una nueva lesión, rotura del menisco, lo apartado del equipo lo que quedaba de temporada y gran parte de la siguiente. Con el equipo francfortés jugó un total de 89 partidos en los que marcó catorce goles.
En agosto de 2019 rescindió su contrato, que lo ligaba un año más al club, con el Eintracht y llegaba gratis al Hannover 96 con el que firmó por una temporada. En la temporada que jugó con el Hannover 96 lo hizo en 17 ocasiones.
En septiembre de 2020 fichó por el FC Ingolstadt 04 con el que logró ascender a la 2. Bundesliga.
A inicios del temporada 2022-23 se encontraba sin equipo pues tras el descenso del Ingolstadt no se le renovo y se dedicó a entrenar con el Hessen Kassel de la Regionalliga Südwest y donde militaba su hermano. En el mercado invernal de dicha temporada fichó por el VfB Oldenburg de la 3. Liga.
En la temporada 2023-24 fichó por el SKN St. Pölten de la 2. Liga austriaca.

### Selección
Ha jugado en todas las selecciones no absolutas posibles: desde la sub-17 a la sub-21. Entre todas ellas jugó un total de 31 partidos y anotó 13 goles.

## Controversias
En la temporada 2016-17, jugando con el Eintracht, cuando cometió un penalti en un partido contra el SC Freiburg declaró ""Aquí no jugamos al fútbol femenino". El club lo castigó obligandolo a entrenar con el equipo femenino y finalmente a colocarse de espaldas en la portería para que los jugadores de la cantera le tirasen balonazos.

## Clubes
| Club                | País     | Año       |
| ------------------- | -------- | --------- |
| Eintracht Fráncfort | Alemania | 2012-2019 |
| Hannover 96         | Alemania | 2019-2020 |
| F. C. Ingolstadt 04 | Alemania | 2020-2022 |
| VfB Oldenburg       | Alemania | 2023      |
| SKN St. Pölten      | Austria  | 2023-     |

## Palmarés

### Campeonatos nacionales
| Título           | Club                | País     | Año  |
| ---------------- | ------------------- | -------- | ---- |
| Copa de Alemania | Eintracht Fráncfort | Alemania | 2018 |

### Campeonatos internacionales
| Título                                 | Club (*)        | País    | Año  |
| -------------------------------------- | --------------- | ------- | ---- |
| Campeonato de Europa Sub-19 de la UEFA | Alemania sub-19 | Hungría | 2014 |

(*) Incluyendo la selección.